# Asymblepharus sikimmensis
Asymblepharus sikimmensis är en ödleart som beskrevs av  Edward Blyth 1854. Asymblepharus sikimmensis ingår i släktet Asymblepharus och familjen skinkar. Inga underarter finns listade.